# Michael Hayes
Michael Seitz (29 de marzo de 1959) es un ex luchador profesional estadounidense y exmúsico. Seitz es más conocido por dirigir a The Fabulous Freebirds bajo el nombre de Michael "PS" ("Purely Sexy"), Hayes y por su papel como el locutor Dok Hendrix en la World Wrestling Federation (WWF). En la actualidad trabaja con la empresa (ahora conocida como WWE) como jefe de guionistas creativos para la marca SmackDown.

## Carrera

### Inicios
Hayes comenzó a luchar en 1977 en las promociones regionales de Tennessee. En 1979, formó un equipo con Terry "Bam Bam" Gordy conocido como The Fabulous Freebirds. Hayes se convirtió en Michael "P.S." Hayes, y ambos iban en camino hacia muchos títulos en parejas junto a Buddy "Jack" Roberts. Hayes también empezaría a bailar el moonwalk como Michael Jackson solía hacer en los conciertos.

### World Wrestling Federation / Entertainment / WWE
En 1995, Hayes se retiró de la competición activa debido a una lesión. Luego firmó con la WWF a principios de 1995 y se convirtió en el Doc Hendrix, el coanfitrión de WWF Action Zone con Todd Pettengill.

## En lucha
- Movimientos finales y de firma

- DDT
- Bulldog

- Mánagers

- Sunshine
- Hiro Matsuda
- Diamond Dallas Page
- Big Daddy Dink
- Little Richard Marley
- Paul E. Dangerously

## Campeonatos y logros
- Cauliflower Alley Club
  - Lou Thesz Award (2014)[5]
- Georgia Championship Wrestling

- NWA Georgia Tag Team Championship (1 vez) – con Terry Gordy
- NWA National Tag Team Championship (4 veces) – con Terry Gordy (3) y Otis Sistrunk (1)

- Mid-South Wrestling Association
  - Mid-South Tag Team Championship (2 veces) – con Terry Gordy[8]
- NWA Mid-America
  - NWA Mid-America Tag Team Championship (2 veces) – con Terry Gordy[9]
- Power Pro Wrestling
  - PPW Heavyweight Championship (1 vez)
- Professional Wrestling Hall of Fame
  - Clase del 2015 como un miembro de The Fabulous Freebirds[10]
- World Championship Wrestling
  - NWA United States Heavyweight Championship (1 vez)[11][12]
  - NWA (Mid-Atlantic)/WCW World Tag Team Championship (2 veces) – con Jimmy Garvin[13]
  - WCW United States Tag Team Championship (2 veces) – con Jimmy Garvin[14]
  - WCW World Six-Man Tag Team Championship (1 vez) – con Jimmy Garvin & Badstreet[15]
- World Class Championship Wrestling / World Class Wrestling Association
  - NWA American Tag Team Championship (1 vez) – con Terry Gordy[16][17]
  - NWA (Texas)/WCWA World Six-Man Tag Team Championship (7 veces) – con Terry Gordy & Buddy Roberts (6 veces) y Kerry Von Erich & Kevin Von Erich (1)[18]
  - WCWA World Tag Team Championship (2 veces) – con Steve Cox[19]
- WWE
  - WWE Hall of Fame (Clase del 2016) como miembro de The Fabulous Freebirds
- Wrestling Observer Newsletter
  - El Más Carismático (1981)
  - Best Three-Man Team (1984) con Terry Gordy & Buddy Roberts
  - Mejor Heel (1983,1986)
  - Feudo del Año (1983, 1984) con Buddy Roberts & Terry Gordy vs. la familia Von Erichs
  - Lucha del Año (1984) con Buddy Roberts & Terry Gordy vs. la familia Von Erich (Kerry, Kevin & Mike) en un Anything Goes Match el 3 de julio
  - Mejor Comentarista Colorido (1986)
  - Wrestling Observer Newsletter Hall of Fame (Clase del 2005) – como parte de The Fabulous Freebirds
- Pro Wrestling Illustrated
  - Equipo del año (1981) con Terry Gordy (The Fabulous Freebirds)[20]
  - PWI ranked him #56 of the top 500 singles wrestlers in the PWI 500 in 1992[21]
  - PWI ranked him #71 of the top 500 singles wrestlers of the "PWI Years" in 2003[22]
  - PWI ranked him #3 of the top 100 tag teams of the "PWI Years" with Terry Gordy in 2003[22]